# Егоров, Фёдор Иванович
Фёдор Иванович Его́ров (2 (14) октября 1845 — 12 (25) мая 1915) — российский педагог-математик, отец математика Дмитрия Фёдоровича Егорова.

## Биография
Родился 2 (14) октября 1845 года в семье обер-офицера.
Окончив 24 марта 1867 года физико-математический факультет Санкт-Петербургского университета, два года преподавал на педагогических курсах при 2-й Санкт-Петербургской военной гимназии.
После женитьбы на дочери коллежского советника, потомственной дворянке Симбирской губернии Ольге Николаевне Маховой, переехал в Москву, где начал преподавать во 2-й военной гимназии математику и русский язык. В декабре 1869 года в семье Егоровых родился сын Дмитрий; 21 октября 1875 года родилась дочь — Наталья.
В 1872 году перешёл в Московский учительский институт, где преподавал почти до самой смерти; исполнял обязанности директора института после смерти А. Ф. Малинина до назначения Н. И. Раевского; с 15 июля 1895 года был директором.
С 1877 года стал преподавать (до 1892) и в Николаевском сиротском институте Воспитательного дома.
С 1 января 1896 года — действительный статский советник.
В начале XX века Ф. И. Егорова пригласили в качестве учителя к великому князю Дмитрию Павловичу Романову.
В 1905 году он возглавил 2-ю Московскую гимназию.
Педагогическая деятельность Ф. И. Егорова была связана ещё с одним учебным заведением — Высшими женскими курсами воспитательниц и учительниц Д. И. Тихомирова.
Умер 12 (25) мая 1915 года.

## Общественная деятельность
Организационно-педагогический талант Ф. И. Егорова проявился уже в 29-летнем возрасте, когда ему было поручено возглавить организацию съезда народных учителей в Костроме летом 1875 года. С 1884 года он работал в учебном отделе Московского общества распространения технических знаний: в 1888—1897 годах был председателем бюро этого отдела. Работал также в Комитете грамотности.
Был председателем педагогического совета частной женской гимназии Ржевской, затем — частной женской гимназии Купчинской (с начала 1900-х годов — гимназия В. П. Гельбиг).

## Мировоззрение
Он был непримиримым консерватором и защитником монархии. В 1905 году он вышел из состава Педагогического общества при Московском университете (одним из учредителей которого являлся), — из-за несогласия с революционной позицией тогдашнего руководства.

## Учебники
- Руководство геометрии и собрание геометрических задач для гимназий, реальных училищ и учительских институтов (М., 1878; 2-е изд. 1886) — в соавторстве с А. Ф. Малининым;
- Курс геометрии для женских учебных заведений и для учительских семинарий (М., 1879; 2-е изд. 1891) — в соавторстве с А. Ф. Малининым;
- Арифметика и сборник арифметических задач для начальных училищ (1887);
- Руководство арифметики для городских училищ и низших классов средних учебных заведений (1889);
- Методика арифметики (1893)[6].

## Награды
- Орден Святой Анны 3-й степени (1873);
- Орден Святого Станислава 2-й степени (1877);
- Орден Святой Анны 2-й степени (1880);
- перстень с вензелевым изображением высочайшего имени;
- Орден Святого Владимира 4-й степени (1883);
- Орден Святого Владимира 3-й степени (1889);
- Орден Святого Станислава 1-й степени (1899);
- серебряная медаль в память в Бозе почившего императора Александра III;
- серебряная медаль в память священного коронования их императорских величеств на андреевской ленте (1896)[7].